# Ахмед, Шариф Шейх
Шариф Шейх Ахмед (сомал. Sheekh Shariif Sheekh Axmed; род. 25 июля 1964, Средняя Шабелле) — сомалийский политический деятель. Президент Сомали (2-й председатель Совета по восстановлению мира и целостности Сомали) c 31 января 2009 по 20 августа 2012 (до срока окончания полномочий Переходного федерального правительства Сомали).

## Биография
Родился в 1964 году в Чабиле (провинция Дхекхе) на северо-востоке страны, в семье последователей суфийского ордена Аль-Идрисийя, принадлежащих к ветви Абгааль клана Хавийе (одного из трёх крупнейших кланов страны).

### Образование
Религиозное образование Шейх Шариф получил в школе, открытой египетским университетом Аль-Азхар, который пользуется высочайшим авторитетом в мусульманском мире. Когда в 1991 году в Сомали началась гражданская война, он уехал в Судан, чтобы завершить высшее образование. В Судане он вступил в ряды организации «Братья-мусульмане».
Проучившись два года в университете Курдуфана, Шариф отправился в Ливию, где в 1998 году получил степень по шариатским наукам. Вернувшись в столицу Сомали Могадишо, он некоторое время работал учителем географии.

### Союз исламских судов
В 2002 году Шейх Шариф был одним из основателей повстанческой группировки Союза исламских судов. Летом 2006 года союз смог установить полный контроль над Могадишо, чего ранее не удавалось ни одной из сторон сомалийского конфликта с 1980-х годов. Это спровоцировало американо-эфиопское вторжение в Сомали с целью свержения группировки.
Когда в декабре 2006-го вторгшиеся эфиопские войска свергли правивший Союз исламских судов и установили шаткое временное правительство, Шейх Шариф удалился в изгнание в Эритрею.

### Альянс нового освобождения Сомали
В 2007 году Шариф был избран главой оппозиционного Альянса нового освобождения Сомали. В октябре 2008 года Альянс подписал соглашение с временным правительством о совместном управлении, наметившее путь к выводу из страны эфиопских войск. Месяц спустя Шейх Шариф впервые за два года вернулся в расположенный в 90 км к северу от Могадишо город Джоухар, оплот его сторонников, оставленный эфиопскими войсками.
31 января 2009 года находящийся в Джибути парламент избрал Шейха Шарифа Ахмеда Президентом Сомали.
Срок полномочий Шейха Шарифа на посту Президента истёк 20 августа 2012 года по истечении срока полномочий Переходного федерального правительства Сомали.